# 純利
純利（英語：Net income）又稱作淨利、淨收益，是常在企業中被使用的會計学名詞，指一特定時間內，公司的總收入減去商品成本以及所有相關支出之獲利。純利的多少與公司營運的好壞息息相關。以營利為本的企業或組織會比較多個項目的純利多少，用以評估某項舉措是否值得實行。
某特定時間內的毛利 = 該時間內的營業額減該時間內發生的已銷售產品的成本
某特定時間內的純利 = 該時間內的毛利減該時間內發生的相關支出包括折舊

## 計算
（或) = （或) - (顧客折扣 + 退回 + 折讓)
 = （或) - 營業成本（或）
 =  - 營業費用 
息稅前利潤 =  + （即營業外收入 - 營業外支出）
 = 息稅前利潤 - 利息支出 - 稅 =  - 稅 
即：
 =  - 營業成本  - 營業費用 +  - 利息支出 - 稅 

## 参見
- 會計準則
- EBITDA